# Only love can sustain
Only Love Can Sustain (publicado en la Argentina como Solo el amor puede sostener) es el cuarto álbum de estudio solista y undécimo en el que tiene participación decisiva el músico argentino Luis Alberto Spinetta (1950-2012).
Fue grabado en 1979 en Estados Unidos. 
Fue el único de sus álbumes realizado en idioma inglés, y el único en el que no fue su productor artístico.
Fue parte de un proyecto de introducir a Spinetta en el mercado estadounidense, que finalmente no prosperó. Contiene canciones propias y ajenas y se caracteriza por una gran producción musical y un estilo pop-jazz. Se trata de la obra más controvertida de Spinetta y él mismo ha declarado públicamente que no quedó satisfecho con el resultado. Pese a ello el disco ha sido revalorizado con el paso del tiempo y especialmente luego de su muerte en 2012.
En el año 2016 el disco fue reeditado por Sony Music en CD y formato digital.

## El álbum
El disco fue producido a raíz de las gestiones del tenista Guillermo Vilas, amigo personal en aquel momento y padrino de su hijo Dante, que logró interesar al sello Columbia (CBS) para emprender un proyecto de cinco años con el objetivo de introducir a Spinetta en el mercado estadounidense, que finalmente no prosperó.
Para ello CBS invirtió una suma de 100 000 dólares, una gran inversión para la época, con el fin de que Spinetta pudiera contar con músicos y técnicos de primera línea y una orquesta de casi 100 integrantes. Algunos de los músicos sesionistas que tuvo el álbum fueron Paulinho Da Costa, Alex Acuña, Terry Bozzio y Abraham Laboriel, así como el arreglador Torrie Zito (1933-2005), quien había trabajado con John Lennon y Frank Zappa. Para dar una idea del nivel de inversión económica en el proyecto, Spinetta solía contar cómo la discográfica puso a su disposición una limusina desde que llegó al aeropuerto.
Con semejante nivel de producción, las posibilidades de decisión y ejecución personal de Spinetta se redujeron considerablemente, y el disco tomó las características de una obra industrial, en la que se diluyó el sello personal de Spinetta. Luis Alberto había llevado desde Argentina, demos grabados con temas propios y la participación de un jovencísimo Lito Vitale y Gustavo Bazterrica, pero la empresa se limitó a incluir un solo de guitarra de Bazterrica en "Something Beautiful". A Spinetta le exigieron cantar sin las alteraciones melódicas que lo caracterizaban: “le hicieron cantar como 10 veces cada tema”, reveló Bazterrica años después.
El disco tiene composiciones ajenas, entre las que se destaca "Omens Of Love" de Gino Vanelli, que aporta la impronta del sonido pop-jazz del compositor. El álbum contiene también una poesía de Guillermo Vilas musicalizada por Spinetta: "Children of the Bells". 
Spinetta no quedó conforme con el resultado, y terminó rescindiendo el contrato:

Estaba muy rayado con el resultado final, pero bueno... si existe Spinettalandia y sus amigos, el disco del caos, como contrapartida existe el otro "disco negro", el norteamericano, que es hiperorganizado. Son dos extremos.
Luis Alberto Spinetta

## Lista de temas
1. Who's to Blame (Harold Payne, Tom Pierson) - 4:34
2. Only Love Can Sustain - 2:43
3. Love Once, Love Twice, Then Love Again (Byron Olson, Spinetta) - 4:24
4. Omens of Love (Gino Vanelli) - 3:34
5. Interlude (Jade I) - 0:53
6. Interlude (Jade II) - 0:27
7. Something Beautiful - 4:48
8. Children of the Bells (Guillermo Vilas, Spinetta) - 5:52
9. George's Surprise (Spinetta, Michael W. Marcus) - 4:18
10. Light My Eyes	- 5:32
11. Interlude (Jade III) - 0:50
- Todos los temas compuestos por Spinetta, excepto donde se indica.

## Músicos
- Luis Alberto Spinetta: Guitarras y voces
- Gustavo Bazterrica: Guitarra
- Músicos sesionistas:
- Tom Pierson – Teclados
- Pat Rebillot – Fender Rhodes, Piano
- Michael Boddicker – Sintetizador
- Neil Stubenhaus, Chuck Domanico, Abraham Laboriel, Francisco Centeno – Bajo eléctrico
- James Gadson, Terry Bozzio, Ronnie Zito – Batería
- Dennis Budimir, Tim May, Marlo Henderson, Spencer Bean – Guitarra
- Jeff Mironov – Guitarra eléctrica
- Jay Berliner – Guitarra acústica
- Paulinho da Costa, Luis Conte, Alex Acuña, Rubens Bassini – Percusión
- Marvin Stamm – Fliscorno
- Debbie McDuffy, Hilda Harris, Vivian Cherry, Yvonne Lewis – Coros